# Santa Clara (Cuba)
Santa Clara, capital de la provincia de Villa Clara y cabecera del municipio de igual nombre, es una ciudad localizada en las inmediaciones del centro geográfico de Cuba. Imprescindible plaza cultural y significativo enclave industrial y científico del país caribeño, se le conoce por la batalla homónima que diera el triunfo a la Revolución Cubana, así como por acoger en su suelo los restos del comandante guerrillero argentino-cubano, Ernesto Guevara y sus compañeros de lucha.
Es un centro comercial y de comunicaciones localizado en un nudo de carreteras y ferrocarril; también tiene un aeropuerto. La ganadería fue la actividad tradicional hasta el siglo XIX, en el que la caña de azúcar se volvió importante. El procesamiento y comercialización de tabaco tiene lugar en la provincia.  

## Ubicación geográfica
La ciudad de Santa Clara se ubica en la porción sur central de la provincia de Villa Clara, en los 22,40615º de latitud norte y los 79,96566º de longitud oeste. Atravesada por los ríos Bélico y Cubanicay pertenecientes a la cuenca del río Sagua la Grande, la separan por carretera 267 km de La Habana, capital del país, 172 km de Varadero, 94 km de la Cayería Noreste de Villa Clara, 42 km de San Juan de los Remedios, 60 km de Cienfuegos, 89 km de Trinidad (Cuba), 68 km de Topes de Collantes, 78 km de Sancti Spíritus (Cuba) y 45 km de Sagua la Grande.

## Toponimia
Muchos fueron los nombres por los que se conoció a esta ciudad antes de ostentar el que hoy exhibe derivado de aquel, Sabana del Ciego de Santa Clara, que identificara a la hacienda de Antonio Díaz y de Pavía en el cacicato de Cubanacán, donde originalmente tuvo su asiento en 1689. Fundada como resultado del frustrado traslado forzoso de San Juan de los Remedios hacia el interior, algunas de las primeras denominaciones estarían íntimamente ligadas a la de su progenitora. Este hecho, del cual no escaparon, dada su condición nómada, otras de las primeras villas fundadas por los españoles en Cuba (Camagüey y La Habana, por ejemplo), encontraría en Remedios una férrea resistencia a pesar de la quema casi total del villorrio. El resultado, a la postre, sería el surgimiento de dos localidades unidas por la misma arteria, único caso de este tipo registrado en la historiografía del territorio nacional. Su nombramiento definitivo como Gloriosa Santa Clara de Asís, sería el resultado de la labor proselitista del obispo de La Habana, Diego Evelio de Compostela a finales del siglo XVII.

## Historia
La ciudad de Santa Clara se funda el 15 de julio de 1689 por pobladores de la villa de San Juan de los Remedios que se trasladan al centro de la isla motivados, de acuerdo con documentos de la época, por el asedio permanente de corsarios y piratas, aunque investigaciones históricas hacen notar, no obstante, su asiento definitivo en la geografía local resultado de intereses económicos familiares. El hecho tuvo lugar a orillas del río de la Sabana, hoy Bélico, a pocos metros del parque El Carmen, donde un monumento conmemorativo se levanta, desde 1951, alrededor de un tamarindo, heredero, según se cuenta, de aquel que viera a su sombra oficiar la misa fundacional del asentamiento.
Santa Clara fue fundada por 175 personas el 15 de julio de 1689. Ciento treinta y ocho de ellos pertenecían a dos grandes familias que ya vivían en la zona y eran por lo tanto, los propietarios de la tierra junto al lugar elegido para la nueva ciudad. Los otros 37 procedían de otras 7 familias, más un sacerdote y un gobernador, y eran todos ellos originarios de la ciudad costera de San Juan de los Remedios. La población de Remedios se debatía entre la opción de dejar su ciudad, constantemente asediada por los ataques de piratas, o permanecer en el lugar. Si bien la mayoría de ellas finalmente decidió quedarse, estas 37 personas viajaron hacia el sur y el 1 de junio de 1689 llegaron a una colina donde se reunieron con las otras dos familias existentes. Se celebró una misa bajo un árbol de tamarindo, y con ello se dio por fundada la ciudad. Desde entonces, el lugar bajo el árbol es conocido como la "Loma del Carmen". Después se construyó una iglesia cerca del árbol para conmemorar el suceso.
En sus comienzos, el asentamiento fue llamado Cayo Nuevo, luego Dos Cayos, Villa Nueva de Santa Clara, Pueblo Nuevo de Antón Díaz, Villa Clara, y finalmente Santa Clara.

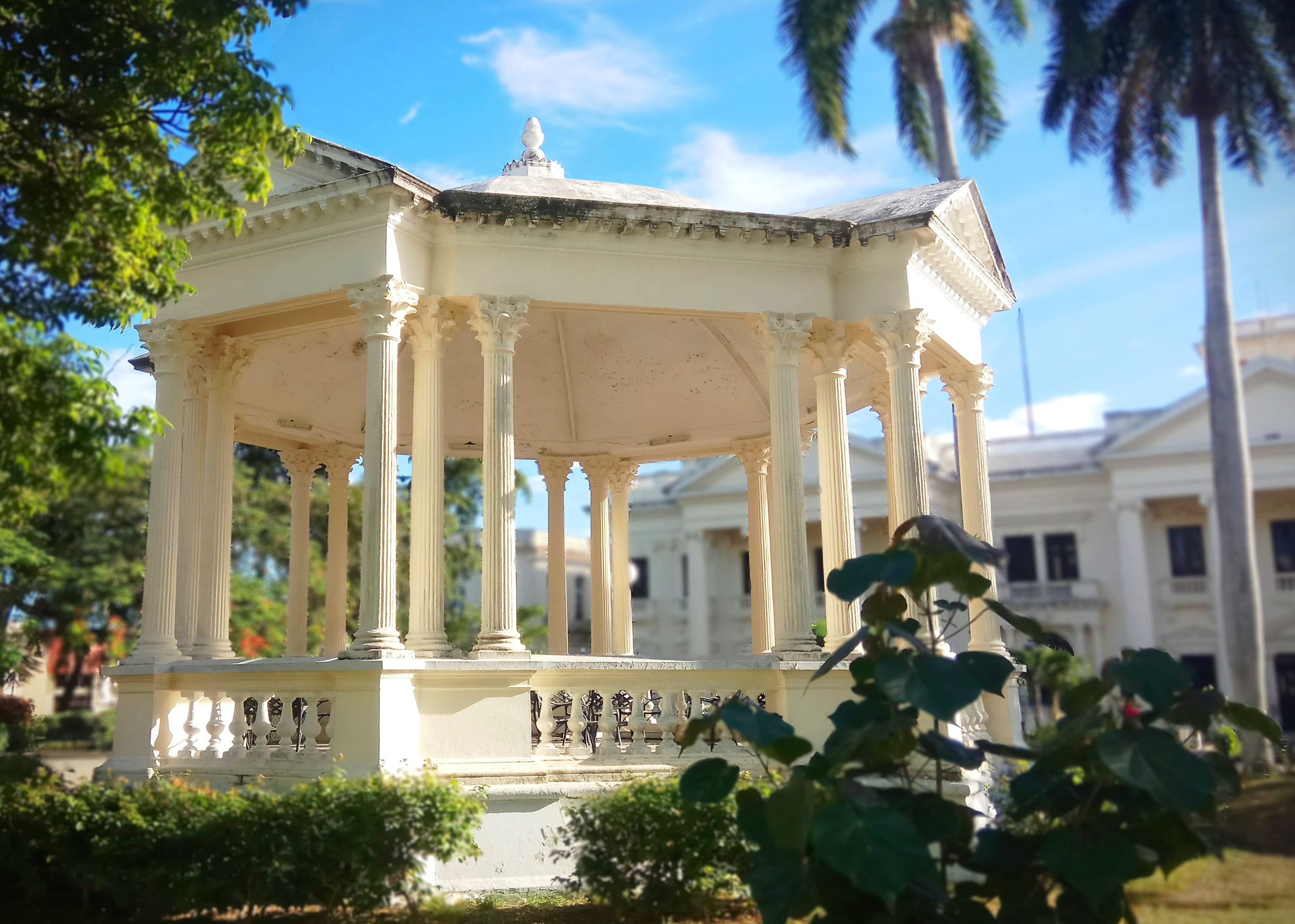
Glorieta del Parque Leonicio Vidal

La construcción de la ciudad comenzó no muy lejos de la colina de Carmen. Siguiendo las normas del urbanismo español de la época, se diseñó en perfecto cuadrado, con una plaza central (Plaza Mayor hoy Parque Vidal). Los primeros edificios erigidos fueron el Cabildo (ayuntamiento) y una modesta iglesia hecha de madera de palma. Este edificio se amplió en 1725 con ladrillo, y ocupó el centro del Parque Vidal hasta el 22 de agosto de 1923, cuando fue demolido para ampliar la plaza y construir una nueva iglesia cerca de allí. En aquel entonces, y aún hoy en día, esta decisión, tomada por el alcalde, fue muy criticada. Aunque no es una joya de la arquitectura, el edificio no era del todo desagradable a la vista y sin duda un ejemplo más de la arquitectura colonial en el municipio. Como resultado de esta expropiación por el Ayuntamiento, los representantes eclesiásticos presentaron una queja que se resolvió con el pago de un total de 77 850.00 pesos en multas para la Iglesia, una suma considerable que representaría millones de pesos en la actualidad.
Poco después de la fundación, se construyeron también un teatro, una cámara de comercio, clubes, bibliotecas públicas y salas de baile. La posición de la ciudad, casi en el centro del país, la convirtió en una parada ideal y un enlace de comunicación entre el este y el oeste de la isla propiciando un crecimiento lento pero constante. 
Ya entrado el siglo XVIII, Santa Clara daba muestras de un crecimiento económico mayor que su villa progenitora. Todos estos factores propiciaron que tuviera un papel activo en los principales acontecimientos políticos acecidos en la Isla. 
En fecha tan temprana como 1701, a solo 12 años de fundada, vecinos de Santa Clara contribuyen a defender La Habana de la amenaza británica; y en 1703 a resguardar el Puerto del Tesico, en Remedios. Sin embargo, las milicias no se oficializaron hasta 1719, y con tribuyeron a la defensa de Santiago de Cuba ante el desembarco en la Bahía de Guantánamo de los ingleses y a su posterior derrota. 
Cuando en 1762 Inglaterra toma la capital, 600 santaclareños marcharon hacia La Habana capitaneados por Juan de Monteagudo, quien cayó junto a muchos de sus hombres en esta heroica acción. Desde entonces, frontera de la dominación británica. En acto de patriotismo, el Cabildo le declara la guerra a la metrópoli intrusa. He ahí nuestras primeras muestras de patriotismo local. 
En 1830 y 1844, respectivamente, Santa Clara perdió de su jurisdicción las regiones de Cienfuegos y Sagua la Grande, puertos importantes para el comercio. Por ese entonces, en la villa proliferan las producciones de maíz, viandas, arroz, especias y otros, lo cual permitió que la agricultura se convirtiera en la base fundamental económica, y predominaran las pequeñas y medianas haciendas. 
No estuvo ajena a las conspiraciones políticas y los movimientos independentistas que se desarrollaron en el resto del país en la primera mitad del siglo XIX. Se mencionan como conspiradores a los sacerdotes Manuel Antonio Balmaseda y Antonio Abad Anido; y en 1825 en la Junta Promotora por la libertad cubana, constituida en México, Santa Clara estuvo representada por Tomás González, de quien se posee poca referencia histórica. 
En septiembre de 1826 también aparecieron proclamas independentistas probablemente relaciona das con los acontecimientos rebeldes de ese año en Puerto Príncipe. 
Se recuerdan los trajines conspirativos del poeta Gabriel de la Concepción Valdés (Plácido) a su paso por esta ciudad, donde se relacionó con personalidades como Miguel Gerónimo Gutiérrez, Luis Eduardo del Cristo y Juan Bautista Martínez, entre otros. 
Durante este período se emprendieron obras sociales importantes. El 1846 se construyó el llamado puente O'Donnell, o como popularmente se le conoce, puente Los Buenos; en 1849, el de la Cruz sobre el río Cubanicay; en 1858 el puente El Gallego sobre el río Bélico, en la calle Calvario, y el de Santa Clara, cuya construcción aparece señalada para el año 1881, en la calle de ese nombre (actual Tristán). También se construyó la Plaza del Mercado, el Cuartel Militar en la zona sur, el hospital San Juan de Dios, el gasómetro, el cementerio y la Real Cárcel. En 1860 se concluyó la obra del ferrocarril desde Cienfuegos. 
Santa Clara había alcanzado un desarrollo cultural importante por ese entonces, con la fundación de más de seis publicaciones periódicas, ya que de 1831 a 1856 solo circulaba El Eco de Villaclara. 
El crecimiento de la villa propició que el 12 de mayo de 1867, la reina Isabel II la declarara ciudad, con el nombre de Villaclara; aunque no fue reconocida oficialmente hasta el 24 de julio de este año. 
A mediados del siglo XIX, el reformismo era la corriente ideológica predominante en la localidad, y tuvo su momento sobresaliente con la elección de Antonio Fernández Bramosio para delegado a la Junta de Información de las Cortes Españolas a celebrarse en 1866; pero ante el fracaso de esta, devino en independentismo. 
Hacia 1867 surge la Junta Revolucionaria de Santa Clara presidida por Miguel Gerónimo Gutiérrez e integrada por Eduardo Machado, Antonio Lorda, Arcadio Díaz, Tranquilino Valdés y Juan Nicolás del Cristo. A partir de ese momento se gestó un movimiento conspirativo para el alzamiento. Sus puntos de reunión fueron la casa de Miguel Gerónimo Gutiérrez, la fábrica de gas y, sobre todo, la farmacia La Salud, frente a la Plaza Mayor. 
Iniciaba febrero de 1869 y según reseñaba el periódico El Alba, las casas santaclareñas comenzaron a cerrarse. La ciudad presentaba un aspecto triste, silencioso y sombrío. Muchos habitantes habían dejado atrás sus viviendas citadinas, y marcharon hacia fincas y haciendas en la zona rural. El pronunciamiento tardío, pero inevitable, estalló el día 6 en San Gil con el mayor número de propietarios incorporados a la gesta respecto a las demás regiones villaclareñas. 
La primera acción de guerra importante en sus cercanías fue el combate en el campamento Ruiz de Palacio, en San Gil, dirigido por el polaco Carlos Roloff, mayor general al frente de las partidas mambisas de la jurisdicción. Como segundo de Roloff fue designado Guillermo Lorda, comandante de la brigada de Santa Clara. 
En esta primera etapa de la guerra, el santaclareño Lorda fue el protagonista de innumerables acciones en el territorio villaclareño y en la propia ciudad. Su caída el 18 de julio de 1871 fue un golpe para la insurrección, ya que él había constituido el principal sostenedor de la lucha en la zona. A raíz de su muerte se reorganizó la Junta Revolucionaria, presidida por Manuel García Garófalo; no obstante, la contienda languideció. 
Durante la invasión a Occidente, una de las acciones más importantes de la guerra fue el asalto y ocupación de parte de la localidad, en la noche del 20 de julio de 1876, por las fuerzas del mayor general Jesús Titá Calvar. Representó una de las mayores victorias de Ejército Libertador. 
Al finalizar la lucha y con la nueva división administrativa del gobierno colonial, Santa Clara se convirtió en la capital de la provincia del mismo nombre, y ocupaba aproximadamente los territorios de Las Villas. Con esta condición, la ciudad floreció y devino centro importante de referencia cultural en el país. Las obras encauzadas por Marta Abreu Arencibia contribuyeron a dar vida y civilización a la urbe. La primera de sus obras benéficas se erigió en 1882 con el nombre de Colegio San Pedro Nolasco, en honor a su padre, promotor de la idea de crear esta escuela para niños pobres. Luego le sucedieron, entre otras, la fundación de la escuela El Gran Cervantes, el Asilo San Pedro y Santa Rosalía, para albergar a 20 familias de bajo nivel económico; el Teatro, La Caridad con el fin de sostener las rentas del asilo; los cuatro lavaderos a orillas de los ríos Bélico y Cubanicay, y el alumbrado eléctrico público, en las cercanías de la estación ferroviaria. Sin embargo, Abreu no solo se dedicó a obras de beneficencia, también tomó partido en las labores conspirativas de la nueva gesta revolucionaria. 
En la Guerra Necesaria, el principal hecho ocurrió el 15 de julio de 1895, bajo el mando de Manuel Suárez, brigadier de la Guerra de los Diez Años, a partir del cual lo reconocieron como jefe de Las Villas. Posterior a la invasión de Gómez y Maceo, quedó organizada la Brigada de Villa Clara. 
Durante este período, la ciudad sufrió dos asaltos: el 24 de enero de 1896, en las afueras de Santa Clara, y en la noche del 23 de marzo cuatro columnas del Ejército Libertador irrumpieron en sus calles. El intrépido coronel Leoncio Vidal pierde la vida frente a la plaza que hoy lleva su nombre. 
Este parque, que marca el centro histórico de la ciudad, constituye la única plaza asaltada en el país durante las tres guerras de independencia. 
En el siglo XIX, Santa Clara era más grande y más poblada que el resto de las ciudades del centro del país, incluyendo Remedios. Como un paso obligado entre La Habana y el oriente del país, la ciudad ganó el título de capital de la provincia de Las Villas.

## Himno Villa Clara
Antonio Berenguer y Sed, hombre de vida política activa, destacado intelectual santaclareño, escritor, muchas de sus obras dedicadas a su ciudad natal, compuso la letra del himno “Villaclara” y el connotado violinista y director de orquesta, Néstor A. Palma escribió la partitura musical. Este binomio autoral le dio a Santa Clara un himno que pasado el tiempo se fue olvidando.
Fue interpretado por la orquesta que dirigía Néstor Palma, en el marco de los festejos que tuvieron lugar entre los días 28 de febrero y 2 de marzo de 1895, organizados en ocasión de un gran acontecimiento que vivió Santa Clara: la inauguración de la Planta Eléctrica, patrocinada por Marta Abreu de Estévez, y en otros actos oficiales de la ciudad que posteriormente ocurrieron, incluyendo el centenario del natalicio de Marta Abreu Arencibia, el 13 de noviembre de 1945.
Después no hay otra información acerca de su continuidad, hasta el 28 de enero de 2000, en el aniversario de la fundación de la Casa de la Ciudad. De nuevo se escuchó, gracias a la labor investigativa y promocional de dos profesores del ISP “Félix Varela”, ingenieros Francisco Antonio Ramos García y Ángel Gabriel Carrazana Duardo, apoyados por la directora y especialistas de la Casa de la Ciudad, con la participación de Rubén Urribarres como arreglista de la pieza e interpretada por la Orquesta de Cámara de la Sinfónica que él dirige, de este modo el himno “VILLACLARA” fue rescatado del olvido.
A Villa Clara pueblo dichoso
Nuestros cantos de amor entonemos
Su bello nombre glorifiquemos
Su ameno campo, su cielo hermoso.
Su ameno campo, su cielo hermoso.
La patria noble de ilustre dama
Que es un dechado de caridad.
Patria que siempre mágica un glamour
La llama ardiente de libertad.
Sus verdes campos y sus colinas
Retratan ondas de ríos sutiles
Sus hijas lucen bellos perfiles
Y cual de ángel,
y cual de ángel Guiadas divinas.
Gloria, gloria a Villa Clara
Que es la patria de invicta matrona
Gloria a Marta que pueblo pregona
Ángel del pobre y dama preclara,
Ángel del pobre y dama preclara.